# Marsile d'Inghen
Marsile d'Inghen, (v. 1340 – 20 août 1396) est un philosophe scolastique du XIVe siècle. 

## Biographie
Marsile d'Inghen naquit à Nimègue (Pays-Bas) vers 1340. Il étudia avec Albert de Saxe et Nicole Oresme à l'université de Paris, vers 1360, sous l’enseignement de Jean Buridan. Il obtint sa maîtrise ès-arts en 1362. Il commença ses études en théologie en 1366. Il devint recteur de la faculté des arts de Paris en 1367 et 1371. En 1386, il se rendit à Heidelberg pour assister le comte palatin Robert Ier à fonder l’université. En 1386, il devint le premier recteur de l'université de Heidelberg, cela neuf fois. Il mourut à Heidelberg en 1396.
Le 1er mars 1474, par l’édit de Senlis, Louis XI interdit l’enseignement des « rénovateurs » : « Guillaume d'Ockham, Jean de Mirecourt, Grégoire de Rimini, Jean Buridan, Pierre d'Ailly, Marsile d'Inghen, Adam Dorp, Albert de Saxe et leurs semblables (les autres Nominaux). » L'interdiction de lire « tous les livres des Nominaux » fut levée par Louis XI en avril 1481. Il semble que la crainte portait sur « l’erreur » de disciples de Guillaume d'Ockham jugeant que « la vérité d'une proposition doit être jugée sur le seul critère du sens littéral des mots », ce qui met en péril les propositions de la Bible ou des autorités.

### Œuvres
- Quæstiones in Sententias (Quaestiones super quattuor libros Sententiarum, édi. G. Wieland et alii.), Leyde: Brill, 2000, 2 vol.
- Quæstiones in Priora Analytica (Quaestiones super libros Priorum Analyticorum), Francfort-sur-Main: Minerva, 1968 (réimpression de l'édition de 1516)
- Marsilius of Inghen. Treatises on the Properties of Terms, éd. E. P. Bos, Reidel: Dordrecht, 1983.

### Études
- Maarten J. F. M. Hoenen: 
  - "Marsilius of Inghen: A Dutch Philosopher and Theologian", in Marsilius of Inghen. Acts of the International Marsilius of Inghen Symposium, Nimègue, 1992, p. 1-11. (avec H. A. G. Braakhuis).
  - Marsilius of Inghen. Divine Knowledge in Late Medieval Thought, Leyde: Brill, 1993.
  - "Marsile d'Inghen", in Dictionnaire du Moyen Âge, Paris: PUF, 2002, p. 885-887.
- Benoît Patar, Dictionnaire des philosophes médiévaux, Fides, Canada, 2006, p. 279-280.